# شعر نو (فارسی)
شعر نوی پارسی اگر چه گونه‌ای از شعر نوگرا و عنوانی در برابر شعر کهن پارسی است، اما مولانا در دیوان شمس غزلیاتش یک شعر بدون قافیه دارد. شعر نو امروزی را از آنجا که در وزن عروضی و قالب از شعر کهن و سنتی پیروی نمی‌کند، شعر نو می‌نامند. شعر نو شامل قالب‌های نیمایی، سپید و موج نو است و در قالب‌های دیگر بر اساس توجه شاعر به زبان و مفاهیم روز، واژهٔ «نو» به عنوان صفت به نام قالب‌ها افزوده می‌شود. مانند غزل نو. منظومهٔ افسانه اثر نیما یوشیج را سرآغاز شعر نو می‌دانند. نیما یوشیج را می‌توان بنیان‌گذار شعر نو در پارسی دانست.

قبل از ۲۸ مرداد ۱۳۳۲ شاعران «نوپرداز» – به اصطلاح آن روز – یک مشت جوان آس و پاس جویای نام بودند که شاگردان پیرمرد مازندرانی خل‌وضعی با اسم عوضی «نیما یوشیج» محسوب می‌شدند، و در میزان سواد ادبی و صلاحیت و حرمت اجتماعیشان جای حرف بود. چند سال بعد از ۲۸ مرداد این‌ها نمایندگان وجدان اجتماعی بودند، یا سخنگویان شکست و اعتراض بودند.

نجف دریابندری، در گفتگو با سیروس علی‌نژاد و فرج سرکوهی و مسعود خیام، مجلّهٔ آدینه، شمارهٔ ۳۷، ص. ۲۰–۲۱

## اصطلاح
چون شعر نیمایی کاربردی نو از وزن عروضی و قالبی بی‌سابقه ارائه کرده و قبل از اشکال دیگر اشعار نوظهور نشو کرده است اغلب شعر نیمایی را با اصطلاح شعر نو برابر می‌دانند. درحالی‌که برای کلیت شعرهای غیر سنتی معاصر نیز اصطلاح شعر نو به کار می‌رود.

## شعر معاصر پس از نیما
در یک تقسیم‌بندی کلی به ترتیب شکل‌گیری، انواع شعر نو را می‌توان به سه دستهٔ کلی تقسیم کرد:
- شعر نیمایی (شعر نو مصطلح): وزن عروضی دارد اما جای قافیه‌ها مشخص نیست مثل اشعار اخوان ثالث، فروغ فرخ‌زاد و سهراب سپهری.
- سپید (شعر آزاد): هر چند آهنگین است اما وزن عروضی ندارد و جای قافیه‌ها در آن مشخص نیست مثل برخی اشعار احمد شاملو.
- موج نو (شعر منثور): نه قافیه دارد و نه وزن عروضی و فرق آن با نثر در تخیل شعری است. موج نو به پیچیدگی معروف است. مثل برخی اشعار احمدرضا احمدی.

## شیوه‌های انتزاعی
گاه شعرهای بینابین دو سبک نیمایی و سپید شعر آزاد نامیده می‌شود. از سویی شعر بی‌وزن را شعر منثور یا سپید یا شعر آزاد نیز می گویند.
شیوه‌هایی با برداشت‌های انتزاعی از شعر بی‌وزن رایج است که تعریف و مرزبندی شفاف علمی ندارند و شعر سپید، حجم و موج نو و فراشعر و… خوانده می‌شوند.

## پیشگامان
شعر نو فارسی با وانهادن قالب‌های شعر کلاسیک در قرن ۱۴هجری پدید آمد. این‌گونه از شعر فارسی آزادی بسیاری را در فرم و محتوا به شاعر می‌دهد. نیما یوشیج را پدیدآورنده این نوع شعر در ادبیات فارسی می‌دانند. البته نیما گردآورنده تلاش‌هایش پیشگامان شعر نو بود چنان‌که در ابتدای شعر فارسی رودکی چنین نقشی را داشت.
به هر حال از پیشگامان شعر نو می‌توان به این چهره‌ها اشاره کرد: شمس کسمایی، تقی رفعت، ابوالقاسم لاهوتی، جعفر خامنه‌ای و میرزادهٔ عشقی. البته میزان تأثیر و اصالت نوآوری در شعر هر کدام تفاوت دارد. با این همه نباید فراموش کرد این نیما بود که جهان‌بینی ژرف یک صورت‌شناسی تازه ارائه کرد.
شعر نو به لحاظ محتوا و جریان‌های اصلی ادبی حاکم بر آن کاملاً با شعر کلاسیک فارسی متفاوت است و به لحاظ فرم و تکنیک ممکن است همانند شعر کلاسیک موزون باشد یا نباشد یا وزن آن عروضی کامل باشد یا ناقص، استفاده از قافیه در شعر نو آزاد است. معمولاً شعر نو فارسی را به دو دستهٔ اصلی تقسیم می‌کنند: شعر نیمایی و شعر سپید. شعر (فارسی) از روز آغازین خود و با توجه به چامه‌های دردست از چند هزار سال پیش تا کنون دارندهٔ قافیه و وزن عروضی بوده است و این شیوه‌ها نو می‌باشند.
این نگاه نو در جنبش جدیدهای بخارا نیز وجود داشته است. پنج سال پیش از افسانهٔ نیما، صدرالدین عینی مارش حریت را سروده که بر وزن افسانه است.

## گونه‌ها یا قالب‌های شعر نو فارسی
1. شعر نیمایی
2. شعر سپید
3. شعر حجم
4. شعر موج نو
5. شعر ناب
6. دهه شصت و موج سوم
7. شعر دهه هفتاد
8. شعر پست‌مدرن
9. شعر فرانو

## برخی شاعران سرشناس در زمینه شعر نو
- علی اسفندیاری (نیما یوشیج)
- مهدی اخوان ثالث (م. امید)
- احمد شاملو (الف. بامداد)
- سهراب سپهری
- فروغ فرخزاد
- هوشنگ ابتهاج (ه. الف. سایه)
- محمدرضا شفیعی کدکنی
- فریدون مشیری
- نادر نادرپور
- حمید مصدق
- تقی رفعت
- شمس کسمایی
- جعفر خامنه‌ای
- هوشنگ ایرانی
- قیصر امین‌پور
- طاهره صفارزاده
- نصرت رحمانی
- منصور اوجی
- احمدرضا احمدی
- رضا براهنی
- یدالله رؤیایی
- سیمین بهبهانی
- محمد مقدم
- تندر کیا
- عبدالحمید ضیایی
- هوشنگ چالنگی
- هرمز علی پور